# Kladovo
Kladovo är en stad som ligger vid floden Donau i Serbien, mitt emot ligger den rumänska staden Turnu Severin. I staden finns en muslimsk befästning bevarad, Fetislam. Här finns också ett museum med romerska lämningar. Utanför staden finns ett brofäste kvar av en bro som romarna byggde för att kunna göra plundringståg över till Rumänien. I staden finns två hotell med utsikt över Donau.